# Nils Nilsson i Stävie
Nils Nilsson (i riksdagen kallad Nilsson i Stävie), född 20 januari 1837 i Fjelie församling, Malmöhus län, död 27 mars 1902 i Stävie församling, Malmöhus län, var en svensk hemmansägare och riksdagsman.
Nilsson var hemmansägare i Stävie i Skåne. Han var även politiker och ledamot av riksdagens andra kammare.